# Melchor Concha y Toro
Melchor de Concha y Toro (10 octobre 1833 - 21 juillet 1892) est un homme d'affaires chilien, avocat et homme politique. La couronne espagnole le nomma marquis de Casa Concha.

## Jeunesse
Fils de Melchor Santiago de Concha y Cerda et de Damiana de Toro Guzmán. Il a étudié à l'Instituto Nacional et à la faculté de droit de l' Université du Chili. Il obtient son diplôme en droit le 17 janvier 1857.

## Politique
Entre 1861 et 1871, il est membre du Parti conservateur, mais devint bientôt un libéral modéré.
Il entre en politique en 1864 après avoir été élu représentant de Melipilla. Il a été réélu jusqu'en 1886, date à laquelle il a été élu au Sénat pour la ville de Santiago. En 1869, il fut nommé ministre des Finances par le président chilien José Joaquín Pérez, jusqu'au 2 août 1870. En 1891, il démissionna de son poste pour soutenir le parti du Congrès de la guerre civile chilienne de 1891 contre le président de l'époque, José Manuel Balmaceda .

## Carrière dans les affaires
Il devient directeur de Banco Garantizador.
En 1879, il était président de la société bolivienne Huanchaca.

### Domaine viticole Concha y Toro
En 1883, le marquis Melchor de Concha y Toro entre dans la viticulture en décidant de planter des vignes dans la vallée de la rivière Maipo. Il a apporté des graines à Chilé de la région de Bordeaux en France et a engagé un oenologue français Monsieur Labouchère. De ce projet personnel, la cave Concha y Toro est née.

## Vie privée
Il a épousé Emiliana Subercaseaux. Ils ont eu trois enfants.
Il a construit un manoir en 1875 à Pirque.
Il meurt à Santiago le 21 juillet 1892.

## Voir également
- Concha y Toro